# Agymanók
Az Agymanók (eredeti cím: Inside Out) 2015-ben bemutatott amerikai 3D-s számítógépes animációs filmvígjáték-kalandfilm. A Pixar Animation Studios gyártásában készült, a Walt Disney Pictures forgalmazásában jelent meg. Az Oscar-díjas Pete Docter rendezte, akitől az animációs film eredeti ötlete is származik. A társrendező Ronnie del Carmen, a forgatókönyvet pedig Docter, Meg LeFauve és Josh Cooley írták.
A történet egy kislány elméjében játszódik, akit az érzelmei irányítanak mindennapi élete során. A filmben az érzelmek apró, megszemélyesített lényekként jelennek meg, a magyar címben erre utal az "agymanók" kifejezés. Az eredeti cím ("Inside Out") szó szerint azt jelenti, kifordulva, a film koncepciójában pedig azt, hogy önmagunkból kifordulva.
Elsőként 2015-ös cannes-i fesztiválon mutatták be, 2015. május 18-án. A hivatalos amerikai mozibemutatóra 2015. június 19-én került sor, míg Magyarországon egy héttel később, június 25-én mutatták be a filmszínházakban. A kritikusok kimagaslóan pozitívan értékelték, főleg az eredeti ötlet és a komoly pszichológiai mondanivaló miatt, de hasonlóan méltatták Michael Giacchino zenéjét és a szinkronszínészek teljesítményét. A film világszerte 875 millió dollárt termelt, amivel 2015 hetedik legtöbb bevételt hozó mozifilmje volt. 2016-ban számos kritikusi díj mellett megkapta a legjobb animációs filmnek járó Oscar-díjat, Golden Globe-díjat, BAFTA-díjat, és Szaturnusz-díjat.
Folytatása 2024-ben jelent meg.

## Cselekmény
|  | Alább a cselekmény részletei következnek! |

Riley Anderson hétköznapi lány, aki Minnesotában él egy nagy kertes házban, mókás szüleivel, és sok-sok barátjával. Riley-t, akárcsak mindenki mást, a tudatában élő érzelmei irányítanak. Ők Derű, Bánat, Harag, Undor, és Majré, akik Riley agyának központjában, a Fejhadiszálláson laknak, ahonnan a kislány mindennapi életét irányítják. Derű Riley első számú érzelme, a kislány folytonos jókedvéért felel, Majré Riley biztonságának megóvásáért, Undor az ítélőképességét koordinálja, Harag pedig az önbizalmát és a becsületét védi. Az egyetlen kivétel Bánat, akiről senki sem tudja, mi képzi fő feladatát, és akire ezért a legtöbb érzelem neheztel, különösen Derű, aki nem akarja, hogy Riley valaha is szomorú legyen. Riley személyiségének különböző jegyei lebegő szigetek formájában öltenek testet, ezek az úgynevezett "Személyiség szigetei", melyeket Riley életének nagy pillanatai, a főemlékek működtetnek. Riley-t rendkívül boldog gyerekkorral áldotta meg az ég, ám mikor tizenegy éves lesz, minden megváltozik. Ő és a családja a békés kertvárosból kénytelenek San Franciscóba költözni, az édesapja új állása miatt.
A költözés nem várt változásokat hoz Riley életébe, ami nemcsak őt, de az érzelmeit is felkavarja. Bár Derű megpróbálja a dolgok pozitív oldalát láttatni, összetűzésbe kerül a többi érzelemmel, akik mind másként vélekednek arról, hogyan kell viselkedni egy új városban, egy új otthonban és egy új iskolában. A helyzetet nehezíti Bánat folytonos közbeavatkozása, aki ügyetlenkedésével folyton szomorúvá változtatja Riley Minnesotához kapcsolódó boldog emlékeit. Derű próbálja őt távol tartani attól, hogy közbeavatkozzon, ám ez nem jár sikerrel. Végleg elszabadul a káosz, amikor Bánat megríkatja Riley-t az új iskolában az osztálytársai előtt: Derű és Bánat vitába száll egymással, mely során a főemlékek kiesnek a helyükről, és ezzel leállnak a Személyiség szigetei. A főemlékekkel együtt Derű és Bánat kikerülnek a Fejhadiszállásról, és elvesznek Riley hosszú távú memóriájában.
Derű távollétében Riley meglehetősen frusztrálttá válik, a helyzetet pedig tovább rontja, ahogy Harag, Undor és Majré heves összecsapások közepette próbálják őt irányítani. A Személyiség szigeteinek megrekedése miatt Riley kifordul önmagából, és az őt érő sorozatos csalódások miatt (veszekszik a családjával, elbukik hokizás közben) sorra elveszti a személyiségének egy-egy darabját. Közben Derű és Bánat próbálnak visszajutni a Fejhadiszállásra, ahogy csak lehet. Ebben segítségükre lesz Bing Bong, Riley régi képzeletbeli barátja. Útjuk során átvágnak Fantáziaországon (Riley képzeletvilágán) az Álom Stúdión (ahol Riley álmait készítik), és még Riley tudatalattijában is rövid látogatást tesznek. Az út során Bánat kezdi felfedezni az élet naposabb oldalát, és Derű is tanul egyet s mást Bánattól, többek között a sírás és az empátia lélekemelő hatását.
A Fejhadiszálláson a többi érzelem azt a döntést hozza, hogy Riley-nak haza kell térnie Minnesotába, mert csak ott lehet boldog, és ott gyűjthet boldog emlékeket. Ez persze azzal jár, hogy meg kell szöknie otthonról, a hazaúthoz pedig pénzt is kell lopnia a szüleitől. Amint azonban elültetik ezt a gondolatot a fejében, Riley lelki világa végleg felborul: a továbbiakban az érzelmek már nem képesek befolyásolni a döntéseit, apatikussá válik. A Személyiség szigetei egytől-egyig összeomlanak, ennek következtében Derű és Bing Bong, Riley elméjének többi részével, csapdába esnek a Feledés gödrében (ez egy hatalmas szakadék, melynek mélyén Riley minden régi emléke elfelejtődik előbb-utóbb). Ezt megelőzően Derű szörnyen megbántotta Bánatot, mert le akart róla mondani, hogy visszatérjen vele a Fejhadiszállásra, azt gondolván, Bánat csak akadályozná Riley-t a boldogságban. 
Azonban a Feledés gödrében Derű felfedezi, hogy Riley egyik boldog emléke korábban szomorú volt, de Bánat közbeavatkozása miatt, Riley jól kisírta magát, és a szülei megvigasztalták őt. Derű rájön, hogy Bánat jelentősége ebben rejlik: a szomorúság által jelzi, ha Riley-nak segítségre van szüksége. Bing Bong régi rakétájának beüzemezésével Derű és Bing Bong megpróbálnak kijutni a Feledés gödréből, Bing Bong azonban rájön, hogy a rakéta csak egyiküket bírja el. Önként vállalja, hogy a gödörben marad, hogy Derű megmeneküljön. Mielőtt végleg elfelejtődne, utolsó kérésként arra kéri Derűt, vigyázzon helyette Riley-ra.
Derű megkeresi Bánatot, és bocsánatát kéri, amiért gonosz volt vele, majd közös csapatmunkával visszatérnek a Fejhadiszállásra. Derű végre engedi, hogy Bánat vegye át a vezető szerepet, akinek beavatkozásával sikerül eltéríteni Riley-t a szökés gondolatától, és hazatér a családjához. Bánat az összes főemléket szomorúvá változtatja, ami által Riley képes megnyílni a szüleinek. Bocsánatot kér tőlük, amiért megszökött, és könnyek között elmondja, mennyire hiányolja a régi otthonát. A szülei megértik és megvigasztalják őt. Ezáltal Riley-ban egy új főemlék születik, amely új Személyiség szigeteket épít ki.
Egy évvel később Riley immár boldogan éli a San Francisco-i  mindennapokat. Új barátokat szerzett, illetve az érdeklődési köre is jelentősen bővült. Az érzelmei továbbra is azon dolgoznak, hogy segítsenek neki átvészelni a nehézségeket, amikbe immár közrejátszanak a kamaszkori változások és a felnőtté válás kezdeti szakasza is.
|  | Itt a vége a cselekmény részletezésének! |

## Szereplők

### Érzelmek
- Derű – Riley első számú és legmeghatározóbb érzelme, aki a többi érzelem között a vezető szerepet tölti be. Riley szüntelen jókedvéért és öröméért felel. Melegszívű, optimista, és mindenben meglátja a jót. Nagy kihívást jelent számára, hogy Riley életét mindig a megfelelő irányba terelje, különösen, mikor a kislány a kamaszkori problémákkal küzd. Azonban bármi történjék, Derű mindig kész rá, hogy fényt hozzon Riley életébe, és egyúttal a többi érzelemébe is. De amikor ő és Bánat elvesznek Riley elméjében, Derű új szemszögből kezdi megismerni az eddig helyesnek gondolt tevékenységeit, ennek során pedig nemcsak Riley, de az ő saját személyisége is fejlődik.
- Bánat – Ő Riley szomorúsága. A többi érzelemmel ellentétben nehezen találja a szerepkörét Riley életében, és rosszul viseli, hogy negatív érzelemmel tölti el a kislányt. Amikor azonban ő és Derű véletlenül elvesznek Riley elméjében, és közös erővel kell visszajutniuk a Fejhadiszállásra, Bánat tanul egyet s mást az élet apró örömeiről, mely alapján a világnézete is megváltozik. Eközben saját maga fontosságát is megtalálja Riley életében.
- Harag – Azért felel, hogy Riley erős, magabiztos legyen, ha bármi baj érné őt. Temperamentumos, türelmetlen, és ha nem megy minden a tervek szerint, szó szerint felrobban mérgében. Derű és Bánat távollétében ő és a többi érzelem próbálják irányítani Rileyt a mindennapjai során, ami gyakran okoz gondokat.
- Undor – Riley ítélőképességének megfelelő működéséért felel. Önfejű, szókimondó és néha kicsit bumfordi. Viszont mindig a legjobb szándék vezérli, annak érdekében, hogy Riley helyes döntéseket hozzon, még ha ezzel a többiek az esetek többségében nem is értenek egyet.
- Majré – Riley biztonságának megóvása képzi fő feladatát. Pesszimista és aggályos, idejét folyamatosan az tölti ki, hogy a lehetséges katasztrófákat, veszélyeket elemezze, melyek Rileyt érhetik mindennapi élete során. Ezen tevékenységében azonban sosem mond kudarcot.

### Riley agyának lakói
- Bing Bong – Riley gyerekkori, képzeletbeli barátja. Jórészt vattacukor alkotja a testét, egyébiránt pedig egy macska, egy elefánt és delfin különös keveréke. Igencsak nagy csalódás érte, mikor Riley megfeledkezett róla, de ennek ellenére mindig jókedvű, és kész segíteni Derűnek és Bánatnak, hogy visszajussanak a Fejhadiszállásra. Mindennél jobban szeretné, ha Riley boldog lenne, és ennek érdekében végül egy nagyon komoly, hősies döntést hoz.
- Feledtetők – A hosszútávú memóriában dolgozó kis lények, akiknek feladata eltávolítani azon emlékeket, amelyek már nem érdeklik Riley-t. Néha azonban, ha úgy van kedvük, felidéznek egy-egy dilis emléket a kislány fejében csak azért, hogy szórakozzanak.
- Ricsaj, a bohóc – Riley egyik legnagyobb félelme. Amikor Riley hároméves volt, a születésnapján fellépő bohóctól annyira megijed, hogy állandó félelme alakult ki róla. Ricsaj egy többméteres, félelmetes kinézetű óriás bohóc, aki Riley tudatalattijában él. Derű és Bánat felhasználják őt, hogy kizökkentsék Riley-t az álmából, és ezáltal visszajussanak a Fejhadiszállásra.
- Tudatalatti őrök – Két elszánt, bár nem túl eszes biztonsági őr, akik Riley tudatalattijának bejáratára vigyáznak.
- Álomrendező – Az Álom Stúdióban Riley álmait rendezi, ő felel az álmokért és rémálmokért egyaránt. A rögzítettet felvételeket a Fejhadiszállásra küldik, ahol az érzelmek lejátsszák az álmokat, amíg Riley alszik.
- Szivárványunikornis – Egy színésznő az Álom stúdióban, akinek Derű óriási rajongója.
- Felhőlakók – A Fantáziaországban lévő felhőváros lakói, felhőre emlékeztető emberek.
- Kanadai srác – Riley képzeletbeli fiúja, aki állítása szerint "meghalna Riley-ért". Ezt lehetősége is lesz bizonyítani.

### Emberek
- Riley Anderson – A tizenegy éves minnesotai lány, kinek elméje a történet fő színhelye. Rengeteg új, nemkívánatos változás elé néz, amikor ő és a családja San Franciscóba költöznek, s ezek a változások olyan lelki megpróbáltatások elé állítják, melynek következtében talán nemcsak a régi életével, de a régi önmagával is kénytelen lesz szakítani.
- Mrs. Anderson – Riley szerető, gondoskodó édesanyja. Próbálja Riley-t mindig pozitív irányba terelni, még ha a költözés okozta nehéz változások ezt olykor ellehetetlenítik is. Viszont nagyon szereti a lányát, és igyekszik mindig a legjobbat nyújtani neki. Őt is az érzelmei vezérlik mindennapjai során, ahol a Bánat (az anyai gyengédség) játssza a vezető szerepet.
- Mr. Anderson – Riley mókás, szabad szellemű édesapja. Bár a költözés és az új állás okozta gondok rengeteg stresszel sújtják, mégis próbál a családjára támaszkodni, és törődni velük amennyire csak lehet. Szintén imádja a lányát, és kész mindent megtenni, hogy boldoggá tegye őt. Az ő fejében a Harag (az atyai szigor) dominál legfőképp.
- Meg – Riley legjobb barátja Minnesotából, ám nem sokkal a költözésük után Meg máris új barátot talál magának, ami igencsak megviseli Riley-t.
- Brazil helikopterpilóta – Mrs. Anderson régi udvarlója, akiről gyakran fantáziál, mi lett volna, ha annak idején hozzá megy feleségül.
- Tanárnő – Riley új iskolájában a tanítónő, aki nagy örömmel fogadja Riley-t is az osztályában.

## Szereposztás
| Szereplő          | Szereplő             | Eredeti hang        | Magyar hang                 |
| Magyarul          | Angolul              | Eredeti hang        | Magyar hang                 |
| ----------------- | -------------------- | ------------------- | --------------------------- |
| Derű              | Joy                  | Amy Poehler         | Bogdányi Titanilla          |
| Bánat             | Sadness              | Phyllis Smith       | Kokas Piroska               |
| Undor             | Disgust              | Mindy Kaling        | Sipos Eszter Anna           |
| Harag             | Anger                | Lewis Black         | Faragó András               |
| Majré             | Fear                 | Bill Hader          | Seder Gábor                 |
| Riley Anderson    | Riley Anderson       | Kaitlyn Dias        | Laudon Andrea               |
| Riley apja        | Riley's Dad          | Kyle MacLachlan     | Rajkai Zoltán               |
| Riley anyja       | Riley's Mom          | Diane Lane          | Kisfalvi Krisztina          |
| Bing Bong         | Bing Bong            | Richard Kind        | Kassai Károly               |
| Tudatalatti őrök  | Subcountinous guards | Dave Goelz Frank Oz | Lippai László Scherer Péter |
| Anya-Bánat        | Mom's Sadness        | Lori Alan           | Náray Erika                 |
| Felejtős Paula    | Forgetter Paula      | Paula Poundstone    | Peller Anna                 |
| Felejtős Bobby    | Forgetter Bobby      | Bobby Moynihan      | Forgács Péter               |
| Fritz             | Fritz                | John Ratzenberger   | Horváth-Töreki Gergely      |
| Anya-Derű         | Mother's Joy         | Sherry Lynn         | Mezei Kitty                 |
| Meg               | Meg                  | Paris Van Dyke      | Hermann Lilla               |
| Ricsaj            | Jangles              | Josh Cooley         | Péter Richárd               |
| Apa-Harag         | Father's Anger       | Pete Docter         | Kőszegi Ákos                |
| Anya-Undor        | Mother's Disgust     | Dawnn Lewis         | Zakariás Éva                |
| Apa-Majré         | Father's Fear        | Carlos Alazraqui    | Kerekes József              |
| Helikopter pilóta | Helicopter Pilot     | Carlos Alazraqui    | Miller Zoltán               |
| Anya-Harag        | Mom's Anger          | Paula Pell          | Solecki Janka               |
| Álom rendező      | Dream Director       | Paula Pell          | Makay Andrea                |

- További magyar hangok: Czető Roland (Lányjelző), Dézsy Szabó Gábor (Férfi), Fellegi Lénárd (Csapattag), Fésűs Bea (Női dolgozó #1), Gubányi György (Dolgozó #1), Györke Laura (Diáklány), Hermann Lilla (Szuper gyerek), Horváth-Töreki Gergely (Dolgozó #2), Jánosi Ferenc (Rendőr), Oláh Orsolya (Női dolgozó #2), Papucsek Vilmos (Dolgozó #3), Sági Tímea (Extra), Simon Aladár (Dolgozó #4), Sörös Miklós (Sportbemondó; Dolgozó #5), Straub Martin (Diák)
- Énekhangok: Ladinek Judit, Pál Tamás

## Háttér

### Előkészületek
Az Agymanók eredete Pete Docter rendező gyerekkorára nyúlik vissza. Amikor tízéves volt, a családjával Dániába költöztek, ahol az édesapja Carl Nielsen munkásságát tanulmányozta jó ideig. Docter-nek nagyon nehezen ment itt a beilleszkedés, lévén, hogy a  nyelvet sem beszélte és a dán kultúrát sem ismerte. A szabadidejét, mivel nem sok barátja volt, rajzolgatással és különböző történetek kitalálásával töltötte. Már akkor megfogalmazódott benne, hogyha nagy lesz, szeretne a rajzfilm-szakmában dolgozni. Így a főiskolát elvégzése után ebbe az irányba szakosodott.
2009-ben, nem sokkal a Fel befejezése után, Docter felfedezte, hogy a lánya, Ellie meglehetősen szokatlanul viselkedik: magába zárkózik és nem sokat beszél. A Fel elkészítése alatt Docter elmondása szerint a lánya egy sziporkázó, mindig vidám teremtés volt, de ahogy a kamaszkorba lépett, már egyre csöndesebb lett. Docter folyton csak arra tudott gondolni: vajon mi járhat a fejében? Végül ez vezette el őt az Agymanók megalkotásához. 2011-ben vetette fel az ötletet a Pixarnál: "Mi lenne, ha film készülne egy olyan helyről, amelyet mindenki ismer, de még senki sem látott: az emberi elme belsejéről?" Az ötlet mindenki tetszését elnyerte, így még ugyanebben az évben megerősítették, hogy a Pixar tervebe vette ezt a produkciót, melynek Micheal Arndt írja a forgatókönyvét. A forgatókönyv első kész változata hamar megvolt, viszont rengeteg változáson ment keresztül, míg elérte a végleges formáját. Arndt munkáját Pete Docter, Meg LeFauve és Josh Cooley együttesen átdolgozták, amit Arndt igencsak rossz néven vett, így 2012-ben otthagyta a csapatot.

### A történet
A film alapötlete a kezdetektől az volt, hogy egy lány fejében játszódjon, aki a felnőtté válás gondjaival küzd. Docter teljesen a saját lányáról mintázta Riley karakterét: elmondása szerint olyasvalakit akart, aki nem az a tipikus "lányos-lány", hanem összetettebb, és érzelmileg sokkal nehezebb őt megérteni. Del Carmen jött elő az ötlettel, hogy Riley Minnesotában éljen és hokizzon, mivel a sport nem igazán illik egy lányhoz, ami pont megfelelt a rendező elképzelésének. Eredetileg azt tervezték, hogy Riley-t valami trauma érje, amit a filmben próbál feldolgozni, de ezt elvetették, mert nem akartak nagy hasonlóságot a Fel-el, illetve, a trauma feldolgozás nem passzolt egy tinédzserhez, aki épp csak most kezdi az életet. Egy másik elképzelés a gyermekkorral való szakítás volt, mely során a főszereplő azzal küzd meg, hogy hátrahagyja a gyermekéveit és felnőttkor kezdeti szakaszába lép. A Pixar ezt az ötlet kezdte fejleszteni. Végül Pete Docter a saját gyerekkora alapján vetette fel a költözés ötletét, ami mindenikek tetszett, mert egyúttal benne van a szakítás a régi dolgokkal és az új, nehéz helyzetekkel való szembenézés.
Az érzelmek, mint fő karakterek kidolgozása, igencsak nagy kihívást jelentett a Pixar számára. Amikor elkezdtek dolgozni a filmben, több neves pszichológus véleményét kérték ki, hogy megismerjék az elme és az érzelmek működését. Ennek tanulmányozására több hónapot is rászántak. A legtöbb segítségét Dacher Keltner a kaliforniai, berkeley-i orvosi egyetem professzorától kapták, aki rengeteg segédkezett a Pixarnak az érzelmek megismerésében. A film kezdeti szakaszában több tucat érzelem élt volna az emberek fejében, de Keltner tanácsai alapján megváltoztatták az ötletet. Szerinte az emberi lény fő érzelmei az öröm, a bánat, a harag, az undor, a félelem és a meglepődés. Docter a félelmet és a meglepődést túl hasonlónak találta, így egybegyúrta őket. Az érzelmek megismerése mellett egyben azzal is törődtek, hogyan változik az ember személyisége, ennek alapján alkották meg a személyiség szigeteit, a gyermekkorral való szakítás érzékelésére pedig egy képzeletbeli barát elfeledtetését mutatták be.
A film kezdeti szakaszában az alkotók eldöntötték, hogy a főszereplő a Derű lesz, aki egy kislány gyermekkorának egyik legmeghatározóbb érzelme lehet. Kitalálták, hogy a film valójában az ő fejlődését mutassa be, hogy miként képes elengedni a túlzott vidámságot annak érdekében, hogy a lány érettebb legyen (ezt az ötletet főleg Derű hangadója Amy Poehler vetette fel a készítőknek). Az eredeti forgatókönyvben még Derű és Majré vesztek volna el Riley elméjében, ám a Pixar fejesei ettől nem voltak maradéktalanul elragadtatva. Ugyan méltatták a történet humorát és kreativitását, elfogultak voltak azzal, hogy nincs benne elég mélység. Docter attól félt, jegelni fogják a produkciót. Végül több hónapnyi mélypont után arra a következtetésre jutott, hogyha a filmben érzelmi fejlődést akarnak bemutatni, Majrét egy komolyabb érzelemre kell lecserélniük. Így került a helyére Bánat. A készítők kifejezetten jutalmazták az ötletet, annak ellenére, hogy ez a forgatókönyv teljes átírását, és film bemutatójának késleltetését eredményezte.
2014-ben Pete Docter a következő interjút adta a The Hollywood Reporter-nek a filmmel kapcsolatban: "A legnehezebb kihívás a filmben maga az összehangolás, hiszen párhuzamosan be kell mutatni, hogy mi történik a kislánnyal, és hogy ezalatt mi zajlik le a fejében. A karakterek nagyon dinamikusak, mivel sokáig törtük a fejünket azon, hogy milyenek is legyenek az érzelmek. Végül abban maradtunk, hogy olyan jellegekkel ruházzuk fel őket, ami leginkább jellemzi az adott érzelmet. Nagyon elégedett vagyok a végeredménnyel, mert azt hiszem a film pontosan tükrözni fogja majd, milyen is lehet egy érzelem, ha személyként gondolunk rá."

### A szereplők
2013 februárjában került bejelentésre a film végleges (Inside Out) címe. Ugyanezen év augusztusában megjelent a hivatalos szinopszis is, illetve, hogy a főszereplők hangjait Amy Poehler, Lewis Black, Mindy Kaling, Bill Hader és Phyllis Smith fogják kölcsönözni.
Az alkotók már a film elkészítésének legelején eldöntötték, hogy olyan színészt fognak választani a szerepekre, aki nemcsak a karakter hangját, de a lényét is vissza tudja adni. Amikor kidolgozták Derű karakterét, rögtön Amy Poehler-t akarták felkérni a szerepre. Először nem merték őt felkérni, félvén, hogy úgyis visszautasítja a szerepet. Amy kifejezetten örült, hogy őt akarják felkérni, mivel ő maga nem gondolta magáról, hogy illene a hangja Derűhöz. Miután elvállalta a szerepet, felvetett az alkotónak pár javaslatot a karakterrel, amik végül szerepeltek a végleges filmben. Bill Hader-t a Saturday Night Live-ban nyújtott egyik emlékezetes alakítása miatt választották Majré hangjának. Hasonlóan választották ki Phyllis Smith-t Bánat hangjának, a Rossz tanár című filmben nyújtott szerepléséért. Egyik este Jonas Rivera épp a filmet nézte, s látván Phyllis Smith alakítását, felhívta Pete Docter-t, s csak ennyit mondott: "Azt hiszem, megvan Bánat."
Lewis Black, aki már több filmben játszott őrjöngő pszichopatákat, tökéletes választásnak találták Haragnak, és így voltak ezzel Mindy Kaling esetében is Undor hangjának, az ő hangjában ugyanis volt egyfajta "bájos pimaszság", amire az alkotóknak szükségük volt a karakterhez. Kaling állítása szerint "bőgött, mint egy kisgyerek", mikor elolvasta a forgatókönyvet. Kyle MacLachlan, Diane Lane és Kaitlyn Dias közreműködése az Anderson család hangjaként a film második előzeteséből derült ki, hasonlóan Richard Kind szereplése is, aki már több Pixar filmben adta a hangját kisebb-nagyobb szereplőknek.

### Zene
2014 áprilisában jelentették be, hogy film zenéjét Michael Giacchino szerzi majd. Giacchino már több Pixar filmben köztük a Fel-ben is dolgozott zeneszerzőként. "Zenéjével sokat tett hozzá a film hangulatához, igazi varázslatot teremtett" – állítják a készítők. A film zenealbuma egy hónappal a mozibemutató előtt debütált.

## Díjak és jelölések
Oscar-díj (2016)
- díj: legjobb animációs film – Pete Docter, Jonas Rivera
- jelölés: legjobb eredeti forgatókönyv – Pete Docter, Josh Cooley, Meg LeFauve

Golden Globe-díj  (2016)
- díj: legjobb animációs film – Pete Docter, Jonas Rivera

BAFTA-díj  (2016)
- díj: legjobb animációs film – Pete Docter, Jonaas Rivera
- jelölés: legjobb eredeti forgatókönyv – Pete Docter, Josh Cooley, Meg LeFauve

Kids' Choice Awards  (2016)
- díj: legjobb Hang animációs filmben – Amy Poehler
- jelölés: legjobb animációs film – Pete Docter, Jonas Rivera

Satellite Award (2016)
- díj: legjobb animációs film – Pete Docter, Jonas Rivera
- jelölés: legjobb filmzene – Michael Giacchino
- jelölés: legjobb eredeti forgatókönyv –  Pete Docter, Josh Cooley, Meg LeFauve

Szaturnusz-díj (2016)
- díj: legjobb animációs film – Pete Docter, Jonas Rivera

People's Choice Awards (2016)
- jelölés: legjobb animációs film – Pete Docter, Jonas Rivera
- jelölés: legjobb hang animációs filmben – Amy Poehler

Visual Effects Society Awards (2016)
- díj: legjobb Animáció – Amit Baadkar, Dave Hale, Paul Mendoza, and Vincent Serritella
- jelölés: legjobb látványanimáció – Amy L. Allen, Eric Andraos, Steve Karski, Jose L. Ramos Serrano
- jelölés: legjobb vizuális Effektek – Michael Fong, Paul Mendoza, Victor Navone, and Jonas Rivera

Annie Awards (2016)
- díj: legjobb animációs film – Pete Docter, Jonas Rivera
- díj: legjobb forgatókönyv – Pete Docter, Josh Cooley, Meg LeFauve
- díj: legjobb hang animációs filmben – Phyllis Smith
- díj: legjobb animáció – Amit Baadkar, Dave Hale, Paul Mendoza, and Vincent Serritella
- jelölés: legjobb Hang animációs filmben – Amy Poehler
- jelölés: legjobb filmzene – Michael Giacchino

Critics' Choice Movie Awards (2016)
- díj: legjobb animációs film – Pete Docter, Jonas Rivera
- jelölés: legjobb forgatókönyv – Pete Docter, Josh Cooley, Meg LeFauve

Hollywood Movie Awards (2016)
- díj: az év animációs filmje – Pete Docter

World Soundtrack Academy (2016)
- díj: az év zeneszerzője – Michael Giacchino

## Televíziós megjelenések
- HBO, HBO 2, HBO 3
- RTL Klub, Cool, Viasat 3